# Y a-t-il un pirate sur l'antenne ?
Pour plus de détails, voir Fiche technique et Distribution.
Y a-t-il un pirate sur l'antenne ? (également connu sous le titre Superflic se déchaine) est une comédie française réalisée par Jean-Claude Roy en 1983. Le film ne reste pas à l'affiche deux semaines et ne dépasse pas les 7 000 spectateurs à Paris.

## Synopsis
Six jeunes décident de créer leur chaîne de télévision pour concurrencer les chaînes officielles où ils n'ont pas été admis. Canal soleil est le nom de la station pirate et un véritable succès. Mais quand la chaîne pirate lance un concours d'arrachage de parcmètres la police s'énerve car des milliers de parcmètres sont arrachés. Le ministre décide de confier l'affaire à l'inspecteur Harry Kossek surnommé « Super Flic ».

## Distribution
- Paul Préboist : l'inspecteur Harry Kossek
- Caroline Berg : Karine
- Natacha Guinaudeau : Katia
- Charlotte Kady
- Roger Carel : le commissaire
- Bernard Musson : l'agent Lecamp
- Véronique Catanzaro
- Guy Grosso : l'agent Bauju
- Gérard Caillaud : le ministre de la communication
- Yvonne Clech : Mathilde, épouse volage du ministre de la communication
- Eric Metayer : Gilles
- Michel Crémadès : le vigile
- Guy Piérauld : l'agent Dubol
- Jean-Claude Arnaud : le directeur régional
- Claude Véga : la téléspectatrice / la sentinelle / l'épouse en rut / la chanteuse au piano
- Marie-Pierre Casey : la femme de ménage
- Gérard Croce : le candidat du jeu télévisé
- Jacques Préboist : le ministre de l'intérieur
- Céline Caussimon : présentatrice AR4 Côte d'Azur

## Autour du film
- Ce film fut tourné une des toutes dernières années du monopole de la télévision française publique, à la veille de l'avènement de la première chaîne à péage Canal + puis des chaînes privées La Cinq et TV6, rapidement supplantée par M6.
- D'abord sorti en salles sous le titre Y a-t-il un pirate sur l'antenne ? (surfant manifestement sur le succès de Y a-t-il un pilote dans l'avion ?), le film sera ultérieurement exploité sous celui de Superflic se déchaîne, mettant plus clairement en vedette Paul Préboist pourtant absent des 30 premières minutes.
- Marie-Pierre Casey dans son habituel rôle de femme de ménage conclut sa courte scène en répétant la formule "Je ne ferai pas ça tous les jours" qui l'avait rendue célèbre dans une publicité à succès vantant les mérites de la bombe encaustique Pliz.
- Lors du court pastiche des prologues de la série américaine Mission Impossible, on entend une variation du fameux thème musical composé par Lalo Schifrin.
- L'humoriste Claude Véga interprète ici plusieurs rôles, imitant successivement les voix et attitudes de Delphine Seyrig, Michel Serrault (manière Albin de La Cage aux folles), Alice Sapritch et Barbara.